# Argos (przedsiębiorstwo)

Logo przedsiębiorstwa

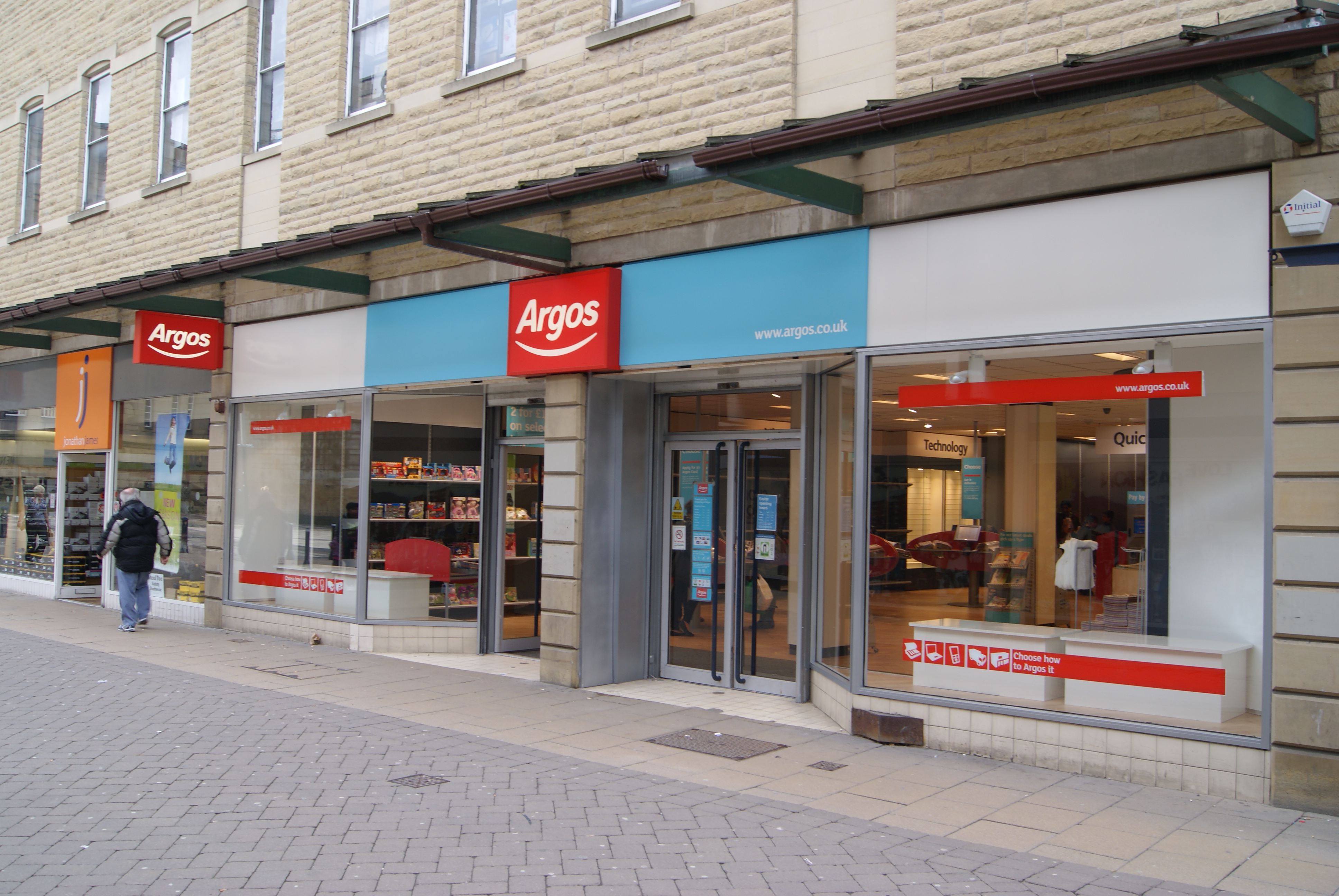
Sklep Argos w Huddersfield

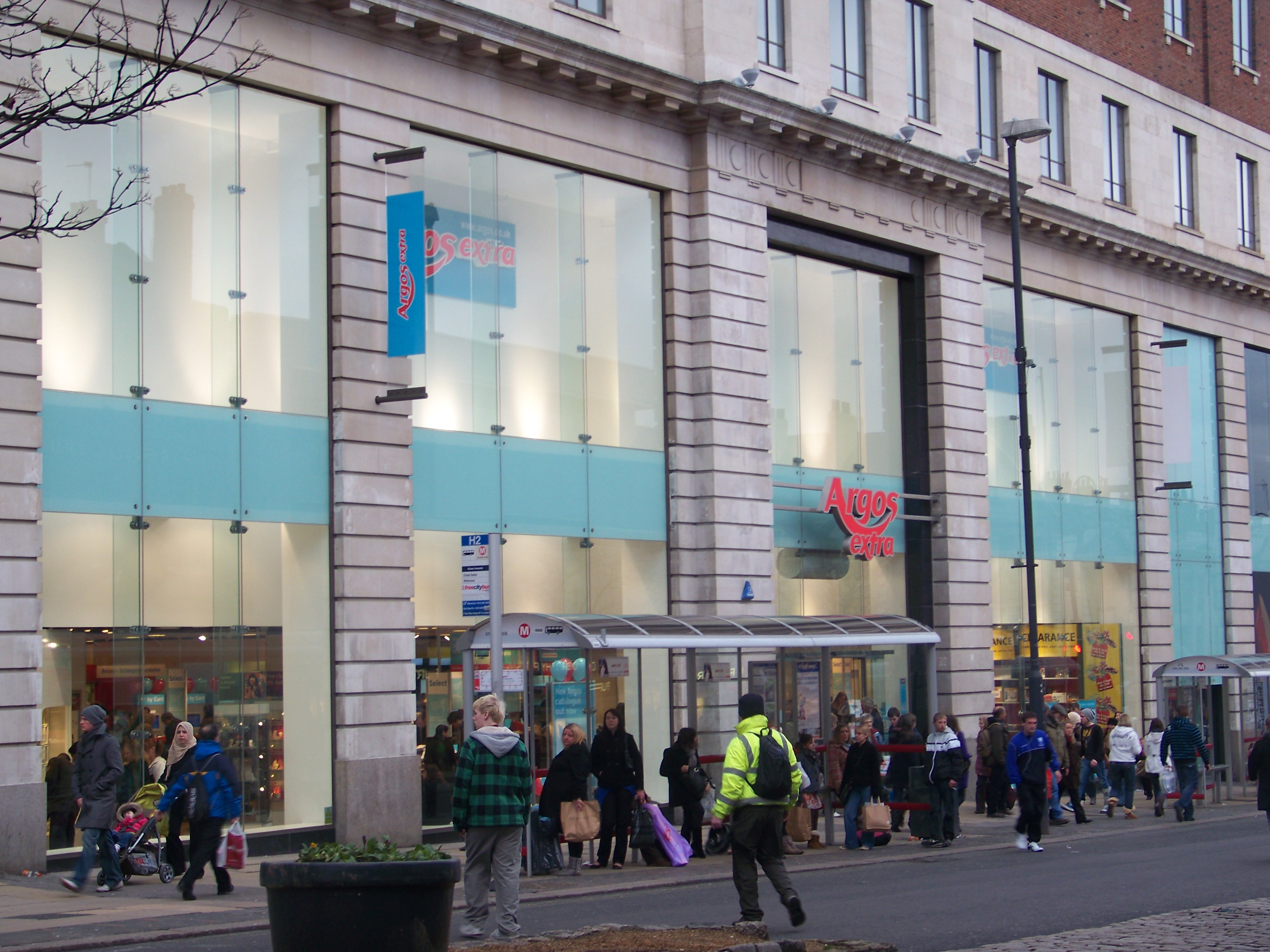
Sklep Argos Extra w Leeds

Argos – przedsiębiorstwo handlowe w Wielkiej Brytanii i Irlandii, zajmujące się sprzedażą artykułów gospodarstwa domowego, elektronicznych, wyposażenia mieszkań. 
Jest największą firmą tego typu na terenie Wielkiej Brytanii z liczbą sklepów przekraczającą 700. Wartość rocznej sprzedaży w roku 2004 wyniosła 3 mld funtów, a w 2007 - 4,2 mld GBP. Zatrudnia 34 000 osób. Prowadzi sprzedaż katalogową i internetową.

## Historia
Firma została założona przez Richarda Tompkinsa, początkowo pod nazwą Green Shield Stamps w latach 60. W roku 1973 zmieniono nazwę na Argos, nazwa pochodzi od miejsca, w którym powstał pomysł na firmę – miasta Argos w Grecji. W pierwszym miesiącu działalności firma zarobiła milion funtów.

## System sprzedaży
Firma prowadzi sprzedaż za pośrednictwem katalogów i sieci sklepów. Katalog ukazuje się dwa razy w roku – w styczniu i lipcu. Klient wybiera towar w katalogu, zamawia go następnie w sklepie lub przez telefon, a następnie odbiera w sklepie typu call and collect. Firma prowadzi również własną działalność dystrybucyjną, rozwożąc towar bezpośrednio do klienta. W większych sklepach typu Extra stocked in towar można kupić na miejscu.